# Liga arabských států a Arabsko-izraelský konflikt
Tento článek pojednává o roli Ligy arabských států v Arabsko-izraelském konfliktu.

## Do druhé světové války
Ke konci druhé světové války byli palestinští Arabové bez jakéhokoliv vůdce. Jeruzalémský muftí Hadž Amín al-Husajní byl již od roku 1937 v exilu v nacisty okupované Evropě, kde aktivně kolaboroval s vůdci německé národně-socialistické strany (NSDAP). Když válka skončila, podařilo se mu uniknout do Egypta, kde zůstal až do své smrti v roce 1974. Jeho bratr Džamíl al-Husajní byl během války internován v Jižní Rhodesii.
V listopadu 1945 Liga arabských států znovu obnovila Vysokou arabskou komisi jakožto vrchní výkonný orgán palestinských Arabů na území Britského mandátu Palestina, nicméně ta se kvůli vnitřním rozepřím rozpadla. V červnu 1946 však byla obnovena a v roce 1947 v jejím čele stál Amin al-Husajní, jakožto předseda, a Džamíl al-Husajní, jakožto místopředseda.
Od roku 1945 tajně vyjednával jordánský král Abdulláh s Židovskou agenturou o rozdělení Palestiny mezi Židy a Zajordánsko. Na utajované schůzce 17. listopadu 1947 mezi Goldou Meirovou a Abduláhem, Meirová potvrdila, že na Zajordánské převzetí arabské části Palestiny je pohlíženo příznivě. Na druhé schůzce, která se konala 10. května 1948 Abduláh odmítl potvrdit své prohlášení o existující dohodě, nicméně opustil Meirovou s dojmem, že po založení židovského státu a blížící se válce s Izraelem uzavře mír.

## Bojkot Arabské ligy
2. prosince 1945 rada Ligy arabských zemí vyhlásila formální bojkot na zboží vyrobené židovskými společnostmi v mandátní Palestině: „Židovské produkty a vyrobené zboží je pro arabské země považováno za nepřijatelné.“ Všechny arabské „instituce, organizace, obchodníci, zástupci komise a jednotlivci“ byli vyzváni „aby odmítli se podílet, distribuovat nebo konzumovat sionistické produkty nebo vyrobené zboží.“

## 1948-1949
Den po vyhlášení nezávislosti Státu Izrael skončil britský mandát nad Palestinou a šest členů Arabské ligy, Irák, Sýrie, Libanon, Zajordánsko, Egypt a Saúdská Arábie, podporovaných dalšími členy (významně Jemenem), koordinovaly útok na Izrael v nadcházející Válce o nezávislost a výslovně prohlašovali, že jejich cílem je zničení nově vzniklého židovského státu. V den vyhlášení nezávislosti vyhlásil generální tajemník Arabské ligy, Azzam Paša, džihád (svatou válku) za dobytí Palestiny a přímo prohlásil: „Bude to vyhlazovací válka, o které se bude mluvit, jako o mongolských masakrech a křižácích!“ Navzdory této rétorice byli arabští vůdci nejednotní. Egypt věděl o Abduláhově dohodě s Meirovou a byl rozhodnut zmařit jordánské teritoriální ambice, „z toho důvodu se v podstatě změnila koncepce arabské války od jednotné snahy dobýt části rodícího se židovského státu a jeho možného zničení, k mnohostrannému pokusu o zabrání arabských oblastí v zemi.“
„Klíčovým prvkem arabských plánů bylo naprosté přehlížení Palestinců... To výstižně reflektovalo politickou skutečnost: Vojenská porážka během dubna-května je učinila nedůležitými. Arabská liga během první poloviny roku 1948 neustále odmítala Husajního požadavky na ustanovení exilové vlády... Pod silným egyptským tlakem, který plynul z obavy z hašemitské kontroly nad Palestinci, však nakonec politická komise Arabské ligy v polovině září schválila ustanovení palestinské „vlády“.“

## 1949-1967
Z důsledků Dohod o příměří z roku 1949 připadl Západní břeh a Východní Jeruzalém pod správu Jordánsku, zatímco Pásmo Gazy bylo okupováno Egyptem až do Šestidenní války v roce 1967. Během prvních měsíců roku 1950 byl Izrael a Jordánsko velmi blízko vzájemné pětileté mírové dohodě, avšak v dubnu téhož roku Arabská liga se usnesla, že jakýkoliv její členský stát, který uzavře s Izraelem separátní ekonomickou, politickou nebo vojenskou dohodu bude z tohoto společenství vyloučen. Tato dohoda tak díky tlaku ze strany Arabské ligy a díky zavraždění krále Abduláha nebyla nikdy schválena.
Jákov Lozowik tvrdí, že „to nebyli sami Palestinci, kteří se po porážce v roce 1948 rozhodli vytvořit OOP; Arabská Liga ji vytvořila v roce 1964, aby napadla Izrael. Po mnoho let byla palestinská nezávislost mimo arabskou agendu, nyní se vrátila. Vytvoření OOP bylo přeludem války, nikoliv jejím výsledkem, cílem bylo zničit Izrael, ne napravit neštěstí Palestinců, což mohlo být provedeno arabskými státy bez ohledu na Izrael.“

## 1967-2000
1. září 1967 byla ve vlně emocí po Araby prohrané Šestidenní válce přijata tzv. Chartúmská rezoluce, která vzešla ze setkání vůdců osmi států Arabské ligy. Odstavec 3 této rezoluce obsahoval především tyto body:
1. Žádný mír s Izraelem
2. Žádné uznání Izraele
3. Žádné jednání s Izraelem

V letech 1979-1989 bylo Egyptu pozastaveno členství v Arabské lize, kvůli návštěvě prezidenta Anwara Sadata v Jeruzalémě a následné Egyptsko-izraelské mírové smlouvě.
15. listopadu 1988 uznala Liga arabský států Palestinskou národní radou jednostranně vyhlášený Stát Palestina. V tuto chvíli se OOP nacházela v Tunisku a nad žádnou části Palestiny neměla vliv.

## Po roce 2000
V roce 2002 nabídla Saúdská Arábie na summitu Ligy arabských států v Bejrútu mírový plán. Plán se zakládal na rezolucích Rady bezpečnosti OSN č. 242 a č. 338, ale obsahoval více požadavků, v podstatě žádal plné stažení se do hranice zelené linie z roku 1949 a plnou normalizaci vztahů s arabským světem. Tento návrh byl Arabskou ligou jednomyslně odmítnut.
V reakci na tento návrh prohlásil izraelský ministr zahraničí Šimon Peres: „... saúdský krok je velmi důležitý, ale není možné jej přijmout, pokud terorismus nekončí... je ... jasné, že všechny detaily jakéhokoliv mírového plánu musí být diskutovány přímo mezi Izraelem a Palestinci, a aby to bylo možné, musí se Palestinská autonomie vzdát teroru, děsivých činů, kterých jsme byli svědky minulou noc v Netanji,“ čímž odkázal na sebevražedný útok v Netanji.
25. července 2007 se setkali ministři zahraničí Jordánska (Abdul Ilah Khatib) a Egypta (Ahmed Aboul Gheil), jmenovaní Arabskou ligou s izraelským premiérem Ehudem Olmertem, ministryní zahraničí Cipi Livni a ministrem obrany Ehudem Barakem, což bylo poprvé, co izraelská vláda oficiálně přijala delegaci ze strany Arabské ligy.